# Yves Alcaïs
Yves Alcaïs (1938, Dornas-) est un peintre, graveur, photographe et écrivain et collectionneur français.

## Biographie
Il a été élève de l'Académie Goetz où il a appris la gravure au carborundum.
Il a joué dans un film d'Éric Rohmer, Conte d'automne.
Il est également vendangeur avec le clos Mona Lisa.

## Principales expositions personnelles
- 1990 : Mac 2000, Paris, France.
- 1991 : Galerie Meduane, Laval, France.
- 1992 : CREPS de Chatenay-Malabry, France.
- 1995 : CREPS de Chatenay-Malabry, France.
- 1996 : Mac 2000, Paris, France.
- 1998 : Galerie Honoré, Paris, Saint-Ouen, France.
- 1999 : Galerie Graphes, Paris, France.
- 2000 : Mairie de Montélimar.
- 2001 : Galerie Emiliani, Dieulefit, France.
- 2002 : Galerie Graphes, Paris, France.
- 2003 : Maison des Arts, Châtillon, France.
- 2003 : Photographies de peintre, à l'Espace Kiron.
- 2006 et 2007 : Kiron Galerie, Paris, France.

## Collections publiques
- Musée d'Art moderne, Dunkerque.
- Musée de Saint-Omer.
- Musée de Berk.
- Musée de Roquebrune, Cap Martin.
- Ville de Paris.
- Bibliothèque nationale de France.

## Publications
- Yves Alcaïs, Montparnasse, sortie rue du départ, roman, 1996, Pierre Chalmin Éditeur, Paris.
- Yves Alcaïs, L'Héritage, roman, 1997, Cahiers Bleus/Librairie Bleue, Troyes.
- Yves Alcaïs, L’Atelier selon Luc, réflexions et scènes de vie d’un artiste contemporain, 2005, éditions de l’Harmattan.
- Yves Alcaïs, Frédéric Mistral, Inspirations africaines : La collection d'un peintre, préface de Jean-Claude Canevet, photographies de Dominique Daguet, 2009, Éditions Cahiers bleus-Librairie bleue, Bouchemaine, France.

### Reportages et documentaires
- Les 109, émission de Paul Amar, diffusée sur France 5 et TV5 (invité : Renaud Donnedieu de Vabres).
- Le peintre et son modèle d'Éric Rohmer, 2013.
- Thé ou café, sur France 2, de Catherine Ceylac, émission du 8 avril 2012.